# Botschaft der Dominikanischen Republik in Berlin

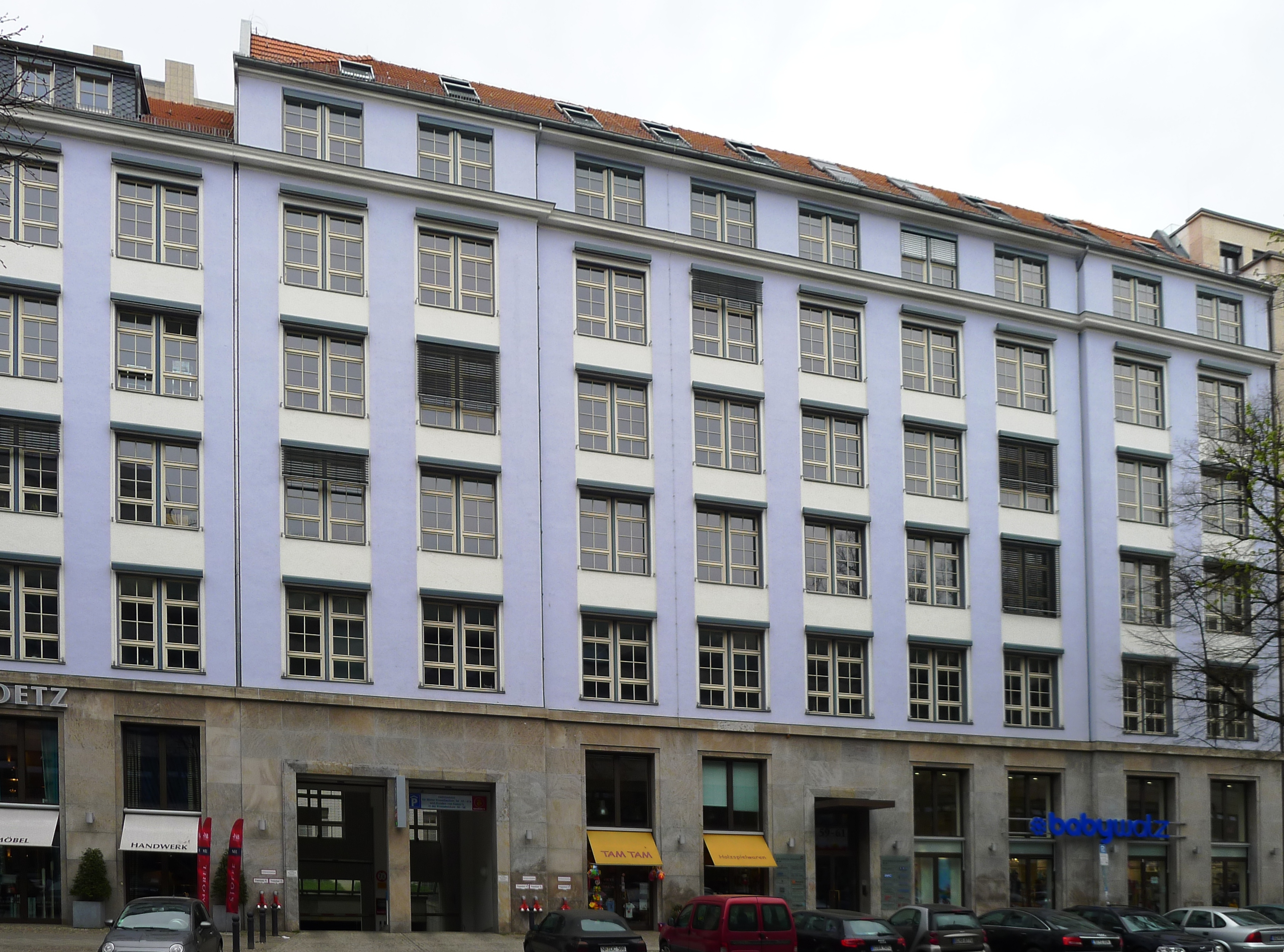
Gebäude Knesebeckstraße 61

Die Botschaft der Dominikanischen Republik in Berlin ist die diplomatische Vertretung des Landes in Deutschland. Sie hat ihren Sitz in der Knesebeckstraße 61A im Ortsteil Charlottenburg des Bezirks Charlottenburg-Wilmersdorf.
Botschafterin ist seit dem 26. Februar 2025 Iris Joseline Pujol Rodriguez.
Die Dominikanische Republik unterhält Generalkonsulate in Frankfurt am Main und Hamburg sowie ein Honorarkonsulat in Stuttgart.

## Geschichte der diplomatischen Beziehungen
Zwischen der Dominikanischen Republik und dem deutschen Kaiserreich bestanden bereits Ende des 19. Jahrhunderts diplomatische Beziehungen. Dominikanischer Gesandter war im Jahr 1900 Johann Wilhelm Kück, er hatte seinen Sitz in der Eichhornstraße 6.
Am 11. September 1953 nahmen die Dominikanische Republik und die Bundesrepublik Deutschland diplomatische Beziehungen auf. Die Botschaft hatte ihren Sitz in der Burgstraße 87 in Bonn-Bad Godesberg. Wegen des Umzugs von Bundestag und Regierung nach Berlin verlegte auch die Botschaft der Dominikanischen Republik ihren Sitz in die neue deutsche Hauptstadt, zunächst in die Dessauer Straße 28/29 in Berlin-Kreuzberg. Heute (Stand: 2023) befindet sie sich in der Knesebeckstraße 61A in Berlin-Charlottenburg.
Zwischen der Dominikanischen Republik und der DDR bestanden keine diplomatischen Beziehungen.

## Botschafter (seit 2018)
- 2018, 19. Dezember: Maibe Sánchez Caminero[5]
- 2021, 3. Februar: Francisco Alberto Caraballo[6]
- 2025, 26. Februar: Iris Joseline Pujol Rodriguez[7]

## Gebäude
Die Botschaft befindet sich in einem Büro- und Geschäftshaus in der Knesebeckstraße 61A in Berlin-Charlottenburg.